# Irving (Texas)
Irving ist eine Stadt im Dallas County im Bundesstaat Texas der USA. Das U.S. Census Bureau hat bei der Volkszählung 2020 eine Einwohnerzahl von 256.684 ermittelt.
Sie ist Hauptsitz des Erdölkonzerns ExxonMobil. Auf einem Teil des Stadtgebietes befindet sich der internationale Flughafen Dallas-Fort Worth.

## Geographie
Die Stadt liegt im Norden von Texas etwa 20 Kilometer von Dallas entfernt. Das Stadtgebiet hat eine Fläche von 175,3 Quadratkilometern. Davon sind 174,1 Quadratkilometer Land und 1,1 Quadratkilometer Wasser. Die Stadt stellt eine principal city des Dallas-Fort-Worth-Metroplex dar.

## Klima
Die Durchschnittstemperatur im Januar beträgt 7,0 °C, im Juli 29,9 °C. Die jährliche Niederschlagsmenge liegt bei 916,4 Millimeter im Mittel.

## Geschichte
Die Geschichte des Ortes begann 1889 unter dem Namen Gorbit, 1894 erfolgte die Umbenennung in Kit. 1903 wurde Irving durch J.O. „Otto“ Schulze sowie Otis Brown gegründet und wahrscheinlich nach dem Schriftsteller Washington Irving (1783–1859) benannt, dem Lieblingsautor von Netta Barcus Brown. Am 14. April 1914 erhielt Irving den Status einer Gemeinde verliehen, mit Otis Braun als dem ersten Bürgermeister. Ende des 19. Jahrhunderts gab es in dem Ort mehrere Kirchen, zwei Egreniermaschinen (Maschinen zur Entkörnung von Baumwolle), einen Schmied und ein Einzelhandelsgeschäft.

Die erste Schule eröffnete 1909. Die Bevölkerung wuchs nur sehr langsam. 1925 hatte der Ort 357 Einwohner. In den 1930er Jahren beschleunigte sich das Wachstum. 1956 eröffnete die University of Dallas in Irving. Anfang der 1960er Jahre gab es zahlreiche Produktionsanlagen, Banken und Geschäfte, die Einwohnerzahl stieg auf 45.000. Im Jahr 1971 wurde das Texas Stadium, die Spielstätte der Dallas Cowboys, ein American-Football-Team der National Football League (NFL), fertiggestellt. Bei der Volkszählung 1990 lebten in der Stadt 155.037 Menschen, 2000 waren es bereits 191.615.

## Kultur und Sehenswürdigkeiten
Zu den Sehenswürdigkeiten der Stadt zählen das National Scouting Museum (Nationales Pfadfindermuseum), das Las Colinas Equestrian Center & Polo Club (eine Reitanlage mit mehr als 100 Ställen), die 1984 errichteten Mustangs of Las Colinas (die weltweit größte Pferdeskulptur) und das Irving Arts Center. Es beherbergt zwei Galerien sowie drei Theater und Konzerthallen. Das Center ist Spielstätte unter anderem des Las Colinas Symphony Orchestras und des New Philharmonic Orchestra of Irving.
Im Heritage District befinden sich zahlreiche Antiquitätengeschäfte und Boutiquen sowie eine Drogerie mit Soda Fountain. Sehenswert ist das 1912 fertiggestellte Heritage House, eines der ältesten Gebäude der Stadt. Im Heritage Park steht das Caster Cabin, eine 1887 von Henry Caster gebaute Hütte. Der Park beherbergt weiterhin einen historischen Wasserturm, eine Windmühle und die 1941 eröffnete Bibliothek, die erste der Stadt.
Auf dem Mandalay Canal und dem Lake Carolyn kann man Gondelfahrten unternehmen.

## Wirtschaft und Infrastruktur

### Wirtschaft
Irving ist Hauptsitz zahlreicher Konzerne: ExxonMobil, Flowserve, Fluor Corporation, McKesson, Michaels Stores, Omni Hotels, Zale Corporation, Xero Hour, National Care Network und LXI Enterprise Storage.

### Verkehr
Am 13. Januar 1974 begann der Flughafen Dallas-Fort Worth, der teilweise auf dem Stadtgebiet von Irving liegt, seinen kommerziellen Betrieb. Der Flughafen ist einer der flächenmäßig größten der Welt. 1999 wurden hier mehr als 60 Millionen Passagiere abgefertigt.
Der ÖPNV in Irving wird durch die Dallas Area Rapid Transit durchgeführt. Mit der Stadtbahn Dallas gibt es einen Schnellverkehr in die Innenstadt von Dallas.

## Söhne und Töchter der Stadt
- L. M. Kit Carson (1941–2014), Schauspieler, Drehbuchautor und Produzent
- Mark Watters (* 1955), Komponist
- Kerry Wood (* 1977), Baseballspieler
- Erin Wasson (* 1982), Fotomodell
- Jeremy Wariner (* 1984), Leichtathlet
- Chase Daniel (* 1986), American-Football-Spieler
- Marquez Haynes (* 1986), Basketballspieler
- Natasha Anasi (* 1991), Fußballspielerin
- Odyssey Sims (* 1992), Basketballspielerin
- Elina Lampela (* 1998), finnische Stabhochspringerin
- Anthony Black (* 2004), Basketballspieler
- BJ Tanner (* 2004), Schauspieler